# Leptostylus x-griseus
Leptostylus x-griseus là một loài bọ cánh cứng trong họ Cerambycidae.